# ليو كادانوف
ليو كادانوف (بالإنجليزية: Leo Kadanoff)‏ (مواليد 14 يناير 1937 في نيويورك - الوفاة 26 أكتوبر 2015 في شيكاغو)، هو فيزيائي أمريكي. كان بروفسوراً في الفيزياء في جامعة شيكاغو منذ سنة 2004، والرئيس السابق للجمعية الفيزيائية الأمريكية (APS).
ساهم في مجالات الفيزياء الإحصائية، ونظرية الشواش، وفيزياء المواد المكثفة.

## حياته
ولد ونشأ ليو بمدينة نيويورك. حصل على درجة البكالوريوس والدكتوراه في الفيزياء من جامعة هارفارد. بعد ما بعد الدكتوراه أكمل دراسته في معهد نيلس بور في كوبنهاغن، ثم التحق بكلية الفيزياء في جامعة إلينوي في عام 1965.
في بداية دراساته ركزت بحوثه على موضوع الموصلية الفائقة. كما قام بدراسة تنظيم التحول الطوري.